# النقل في مدينة نيويورك
نظام النقل في مدينة نيويورك. تعتبر مدينة نيويورك الأكثر اكتظاظًا بالسكان في الولايات المتحدة ، ولديها نظام نقل أحد أكبر أنظمة مترو الأنفاق في العالم ؛ أول نفق سيارات جيد التهوية ميكانيكيًا في العالم ؛ وخط ترام جوي. تعد مدينة نيويورك أيضًا موطنًا لنظام حافلات واسع النطاق في كل من الأحياء الخمس ؛ أنظمة العبارات على مستوى المدينة وجزيرة ستاتن ؛ والعديد من سيارات الأجرة الصفراء وسيارات الأجرة بورو في جميع أنحاء المدينة. العلامات التجارية التابعة للولايات المتحدة الأمريكية.
داخل منطقة مدينة نيويورك الحضرية ، تعد أنظمة المطارات - التي تتضمن مطار جون إف كينيدي الدولي ، ومطار لاغوارديا ، ومطار نيوارك ليبرتي الدولي (الموجود في نيو جيرسي ) ، ومطار ستيوارت وعدد قليل من المرافق الأصغر - من أكبر أنظمة المطارات في العالمية. يعد ميناء نيويورك ونيوجيرسي ، الذي يضم الممرات المائية حول مدينة نيويورك ومنطقة العاصمة ، أحد أكثر الموانئ البحرية ازدحامًا في الولايات المتحدة. هناك أيضًا ثلاثة أنظمة للسكك الحديدية للركاب ، ونظام النقل السريع PATH إلى نيوجيرسي ، والعديد من العبارات بين مانهاتن ونيوجيرسي. تعمل العديد من أنظمة الحافلات المنفصلة أيضًا في مقاطعة ويستشستر ومقاطعة ناسو ونيوجيرسي. بالنسبة للمركبات الخاصة ، يربط نظام من الطرق السريعة والطرق السريعة بين مدينة نيويورك وضواحيها.

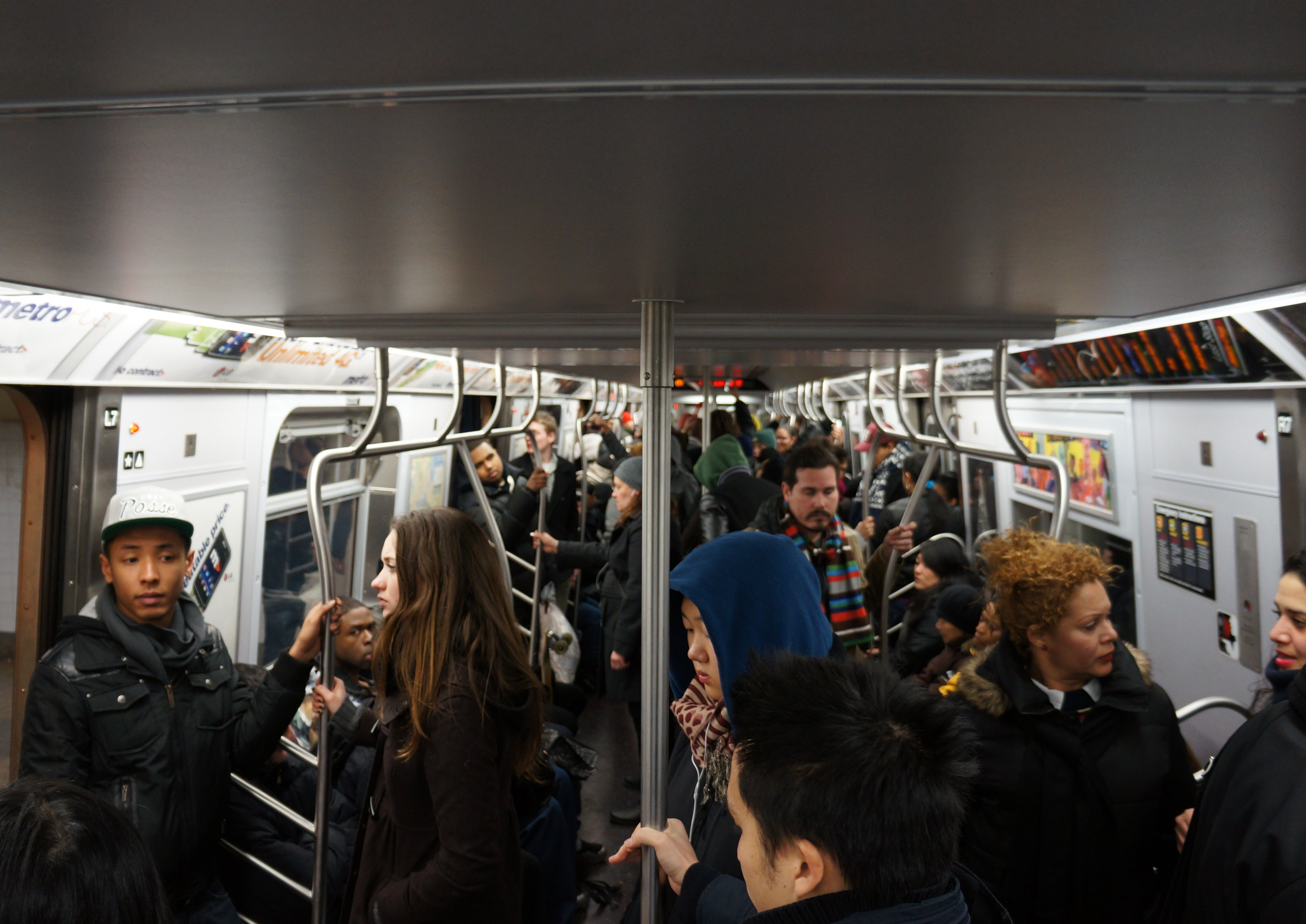
حشود في قطار أنفاق F بعد ظهر يوم الأحد.

## التنقل / الجسور

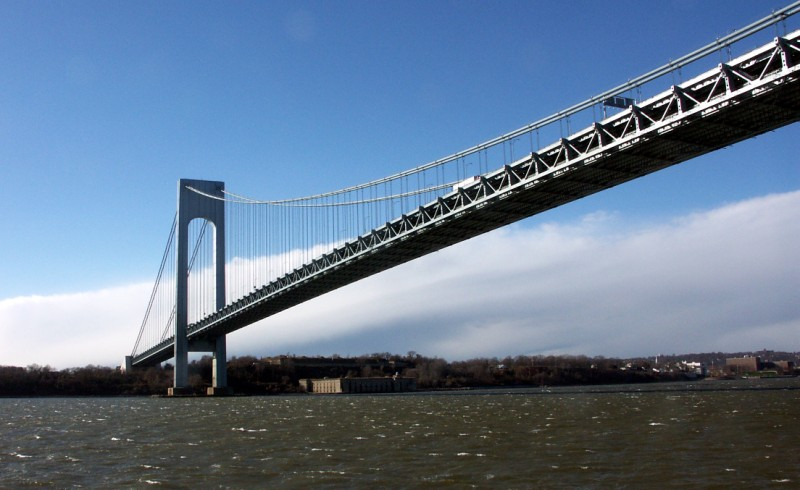
يربط جسر Verrazano-Narrows بين أحياء بروكلين وجزيرة ستاتن.

## الركاب

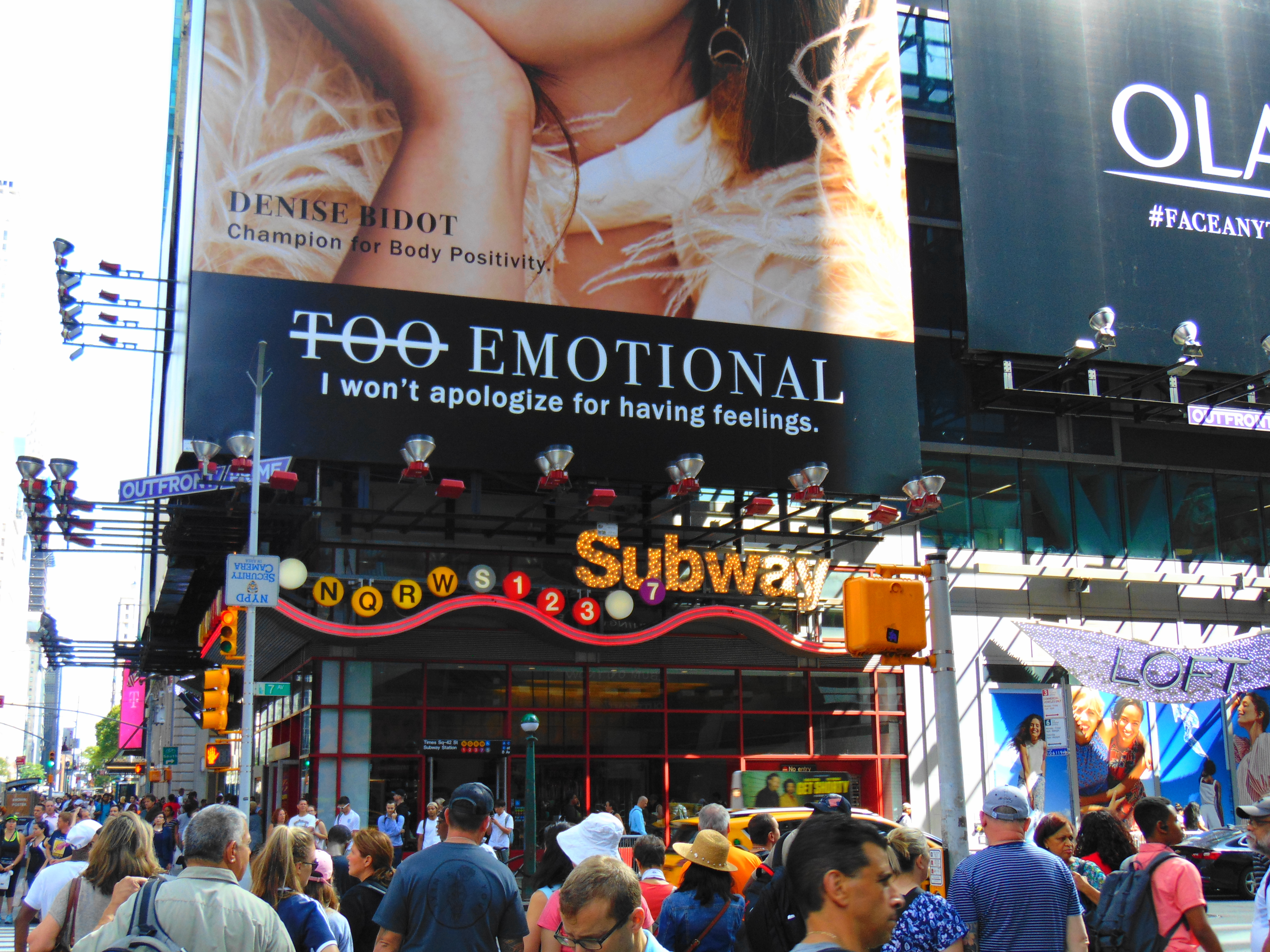
مدخل ميدان التايمز - محطة شارع 42 في الجادة السابعة.

تقوم هيئة النقل الحضرية (MTA) بتشغيل معظم أنظمة النقل في مدينة نيويورك. باستخدام بيانات التعداد ، أفادت MTA في أغسطس 2006 أن عدد الركاب في الحافلات ومترو الأنفاق وقطارات الركاب في السنوات الأخيرة قد نما بشكل أسرع من النمو السكاني ، مما يشير إلى أن المزيد من سكان نيويورك يختارون استخدام النقل الجماعي ، على الرغم من الخدمة السيئة في بعض مناطق مدينة نيويورك لأنظمة النقل الجماعي. عزت MTA زيادة الركاب إلى إدخال MetroCard في عام 1993 ، واستبدال أكثر من 2800 عربة قطار منذ عام 2000.

## ثقافة العبور

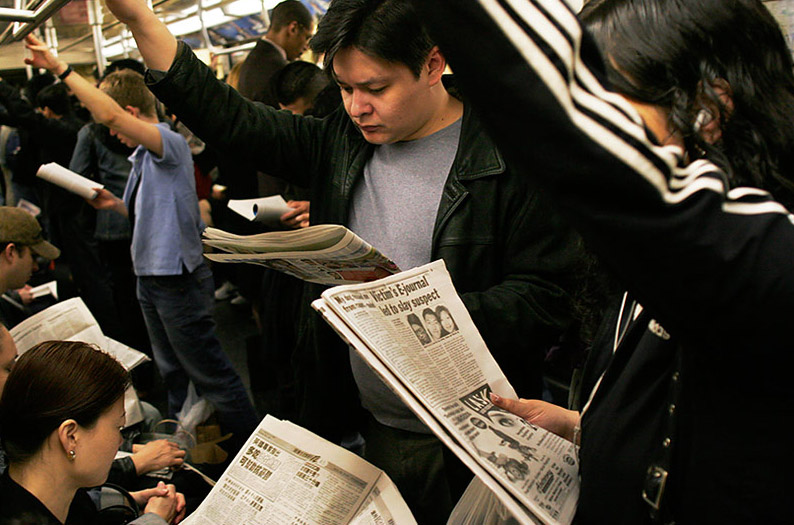
الراكبون في مترو أنفاق مدينة نيويورك ، 2005

أكثر من 5 ملايين شخص يركبون شبكة النقل كل يوم من أيام الأسبوع ، ويعتبر النظام مكانًا رئيسيًا للتجارة والترفيه والنشاط السياسي. يعتمد جزء كبير من المدينة ، باستثناء جزيرة ستاتن ، على مترو الأنفاق ، الذي يفتح على مدار 24 ساعة في اليوم ، كمصدر رئيسي للنقل. تعد الحملات الانتخابية في محطات مترو الأنفاق عنصرًا أساسيًا في انتخابات نيويورك على غرار ظهور المرشح في مطاعم صغيرة في البلدة خلال الحملات الرئاسية في بقية أنحاء البلاد. في كل أسبوع ، يقدم أكثر من 100 موسيقي وفريق - بدءًا من النوع الكلاسيكي إلى الكاجون والبلوجراس والأفريقي وأمريكا الجنوبية والجاز - أكثر من 150 عرضًا تمت الموافقة عليها من قِبل New York City Transit في 25 موقعًا في جميع أنحاء نظام مترو الأنفاق ، والعديد منها تحت برنامجالموسيقى تحت نيويورك . هناك العديد من الممثلين غير المصرح لهم الذين يطلق عليهم اسم موسيقيين الشارع ، والذين يتراوحون بين محترفين يقدمون عرضًا مرتجلًا إلى المتسولين الذين يسعون للحصول على التبرعات عن طريق الأداء.
إحدى نتائج استخدام النقل الجماعي الواسع في المدينة هي الصناعة المحلية. كبار الصحفيين الذين يترددون في المراجعة. استمر في التوزيع ، التوزيع ، التوزيع ، التوزيع بين ثقافة التنقل في المدينة وقراء الصحف.

## أنظمة العبور

### سكة حديدية

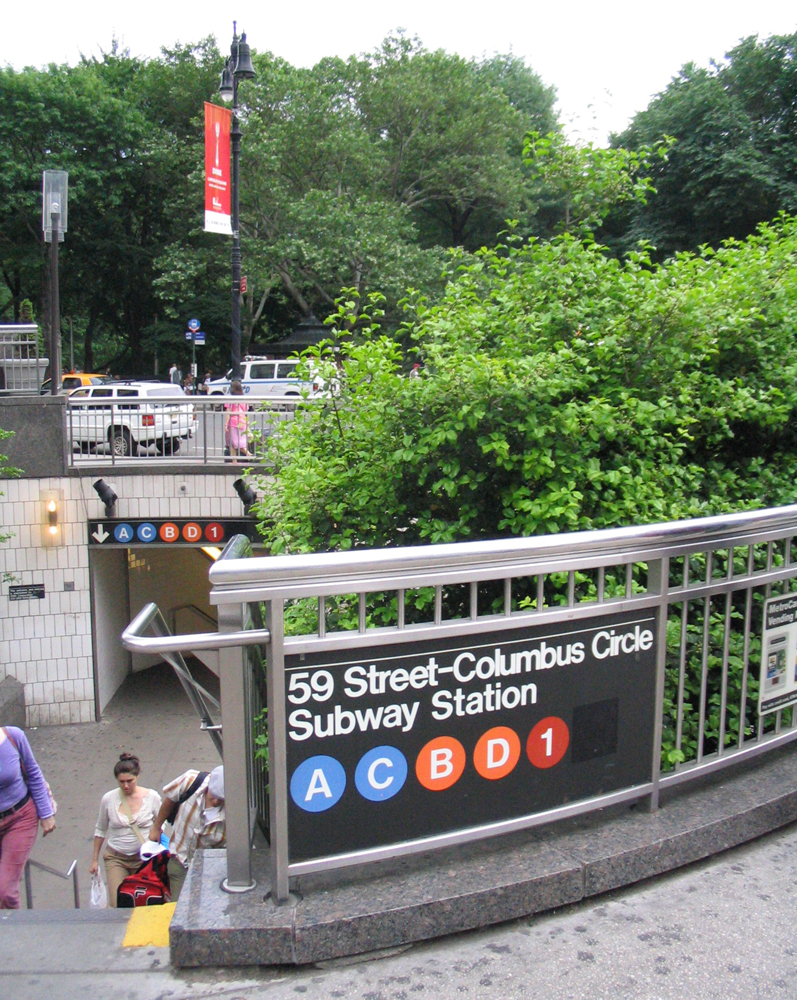
مدخل شارع 59 - محطة كولومبوس سيركل.

#### أنظمة النقل السريع

##### MTA

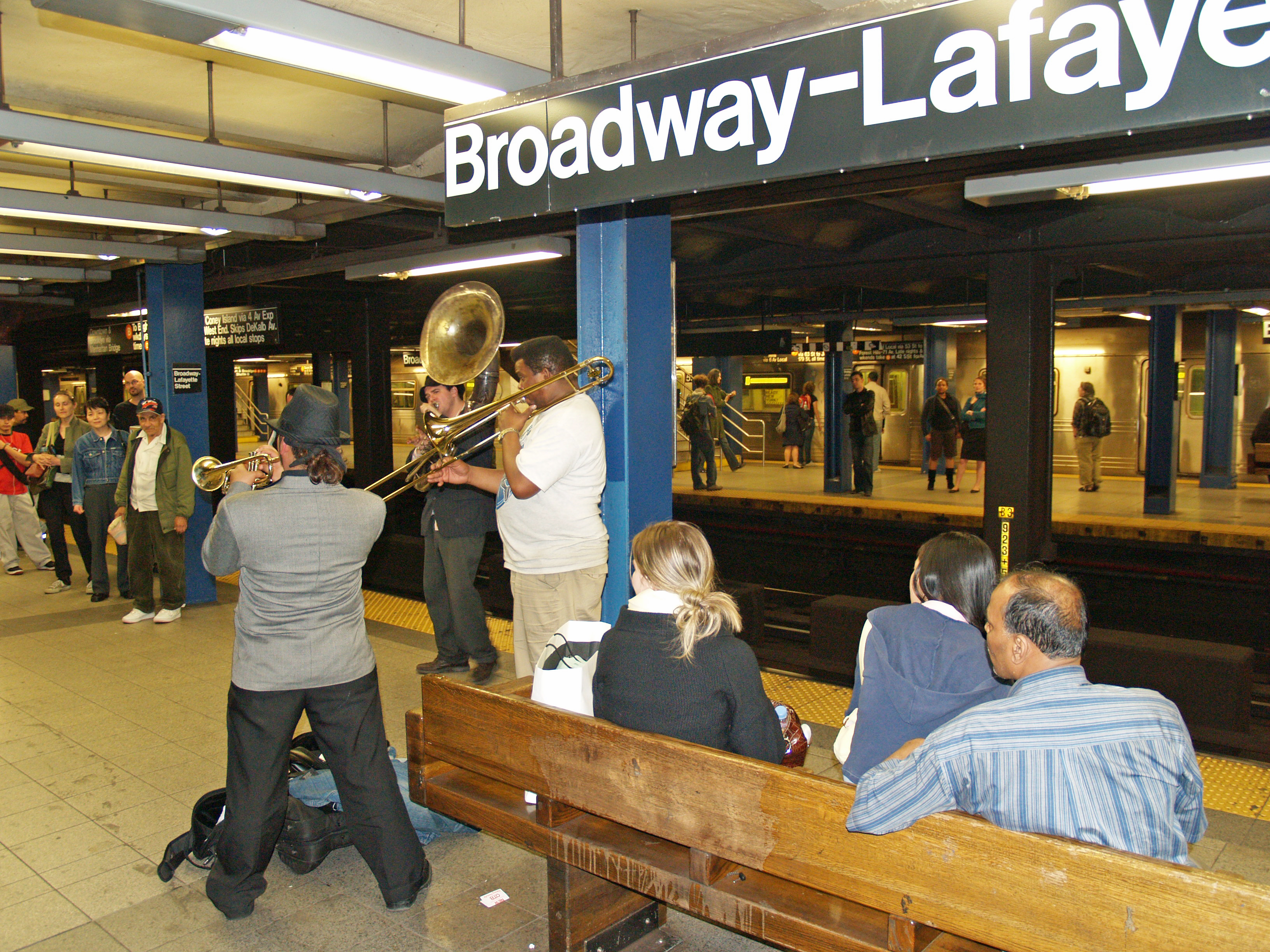
مترو أنفاق مدينة نيويورك هو شريان الحياة للمدينة. تظهر محطة برودواي - لافاييت على خط IND Sixth Avenue.

يعد مترو أنفاق مدينة نيويورك أكبر نظام مترو أنفاق في العالم عند قياسه بعدد المحطات البالغ عددها ( 472 ) محطة ،  وثامن أكبر  عند قياسه بواسطة عدد الركاب السنوي (1.76 مليار راكب في عام 2015)  يعد ثاني أقدم نظام مترو أنفاق في الولايات المتحدة بعد نظام النقل السريع في بوسطن . في عام 2002 ، استخدم 4.8 مليون مسافر مترو الأنفاق كل يوم من أيام الأسبوع. خلال يوم واحد في سبتمبر 2005 ، سجل رقمًا قياسيًا في عدد الركاب حيث بلغ 7.5 مليون راكب يوميًا. في عام 2013 ، قدم مترو الأنفاق أكثر من 1.71 مليار رحلة ،  بمتوسط 5.5 مليون رحلة في أيام الأسبوع ، وحوالي 3.2 مليون رحلة يوم السبت ، وحوالي 2.6 مليون رحلة يوم الأحد. ازداد عدد الركاب باستمرار في أوائل القرن الحادي والعشرين ، ويرجع ذلك جزئيًا إلى كفاءة الطاقة في مترو الأنفاق. تعتمد الحياة في مدينة نيويورك على مترو الأنفاق لدرجة أن المدينة هي موطن لثلاثة من خمسة أنظمة مترو أنفاق تعمل على مدار الساعة في الولايات المتحدة الأمريكية. تعمل خدمات مترو أنفاق المدينة البالغ عددها 28 خدمة عبر جميع الأحياء باستثناء جزيرة ستاتن ، والتي تخدمها سكة حديد جزيرة ستاتن على مدار الساعة طوال أيام الأسبوع.

##### مسار PATH

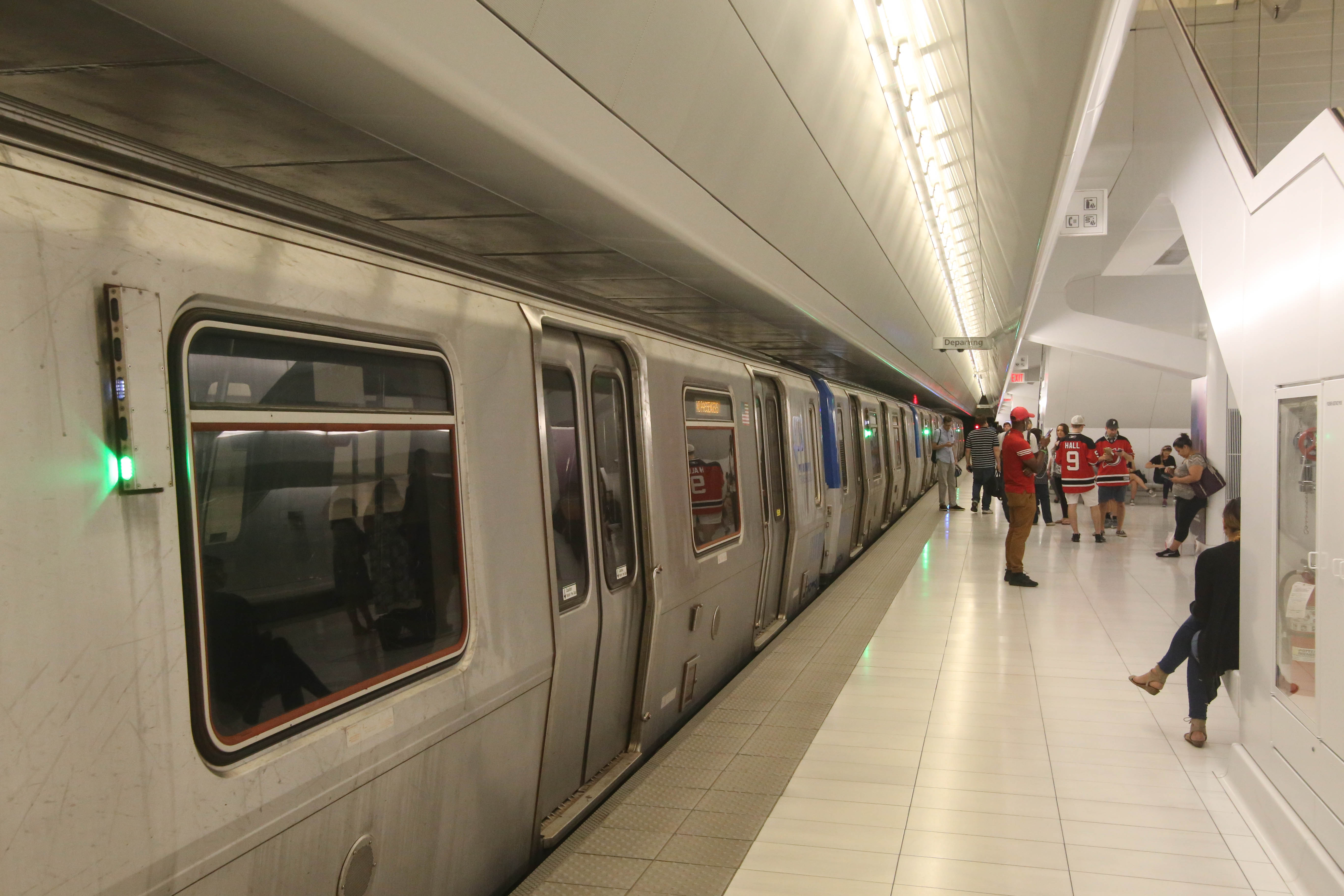
قطار PATH في محطة مركز التجارة العالمي.

#### خدمات المطار

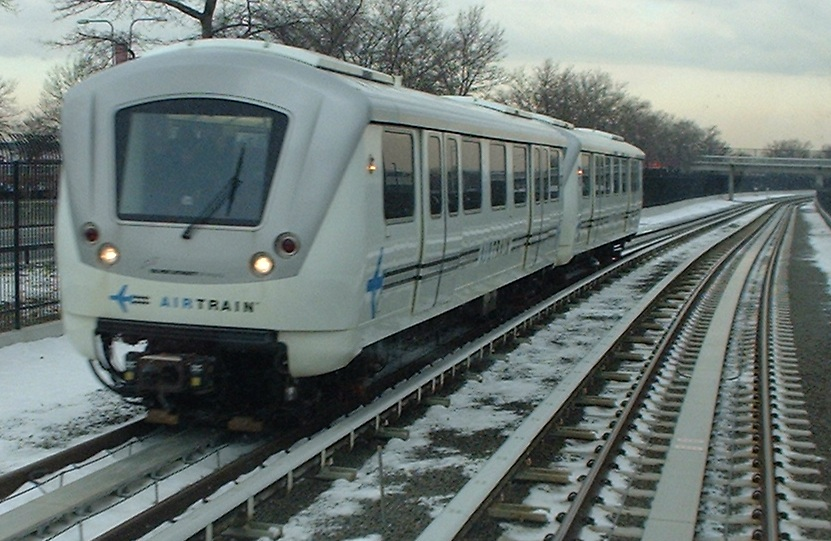
AirTrain في مطار جون إف كينيدي الدولي.

#### ركاب السكك الحديدية

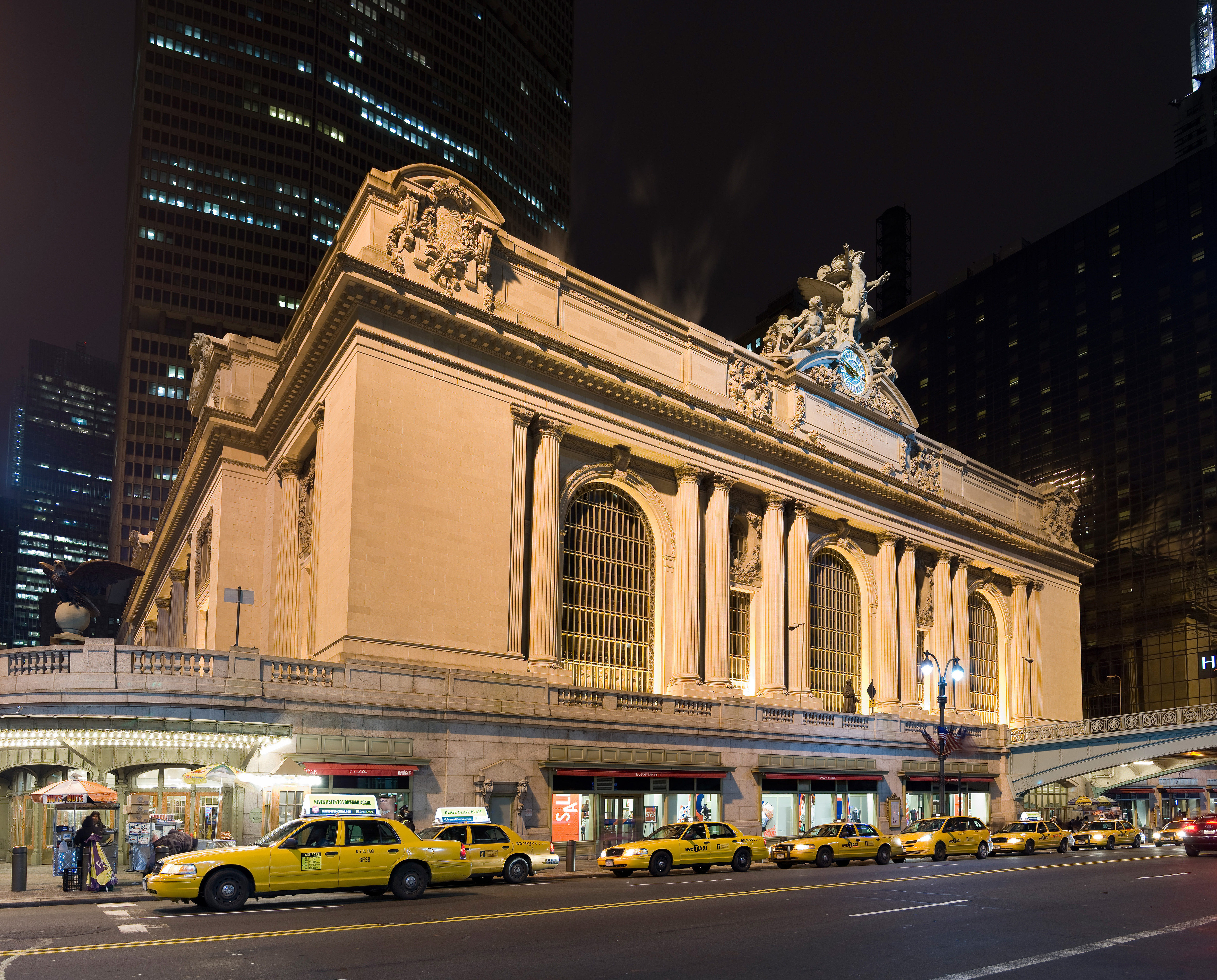
محطة غراند سنترال هي ثاني أكثر محطات السكك الحديدية ازدحامًا في البلاد.

### الباصات

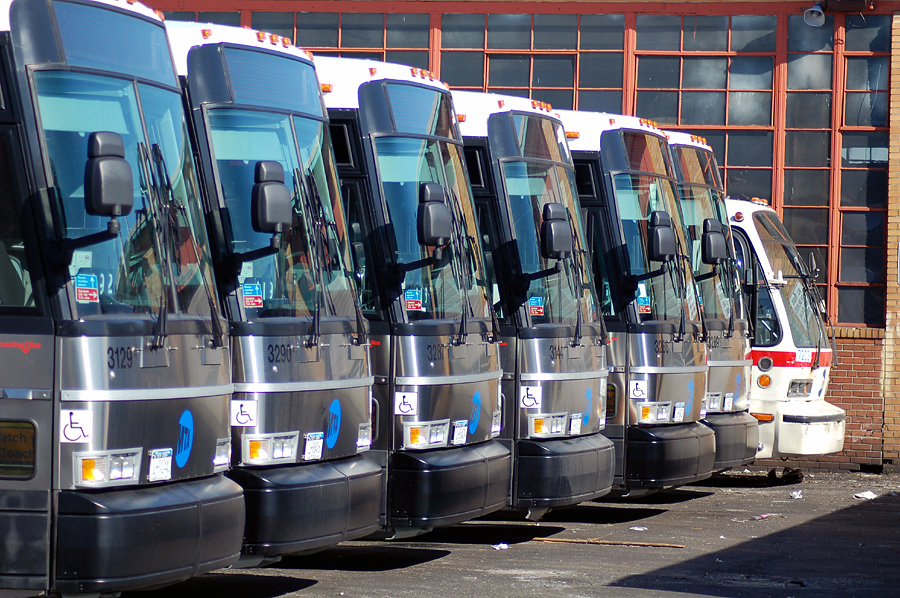
يتم مشاهدة مجموعة من حافلات MCI D4500 الجديدة تمامًا لـ MTA في LaGuardia Bus Depot في كوينز.

### محاور العبور الرئيسية
هناك العديد من محطات العبور الرئيسية في منطقة العاصمة نيويورك. وهي تشمل محطات القطار ومحطات الحافلات وهبوط العبارات.
تشمل محطات السكك الحديدية الرئيسية:
- محطة نيويورك بن ، التي يخدمها أمتراك ، طريق لونغ آيلاند للسكك الحديدية ، نيو جيرسي ترانزيت ، ومترو أنفاق مدينة نيويورك
- محطة غراند سنترال ، التي يخدمها مترو نورث سكة حديد ومترو أنفاق مدينة نيويورك
- محطة جامايكا ، التي يخدمها طريق لونج آيلاند للسكك الحديدية ومترو أنفاق مدينة نيويورك و AirTrain JFK
- محطة أتلانتيك ، التي يخدمها مترو أنفاق مدينة نيويورك وطريق لونغ آيلاند للسكك الحديدية
- محطة Newark Penn ، التي تخدمها Amtrak و New Jersey Transit و PATH و Newark Light Rail
- محطة هوبوكين ، التي تخدمها New Jersey Transit و Metro-North Railroad و PATH و Hudson-Bergen Light Rail و NY Waterway
- محطة Harlem – 125th Street ، التي تخدمها Metro-North Railroad ومترو أنفاق مدينة نيويورك

### الجسور والأنفاق

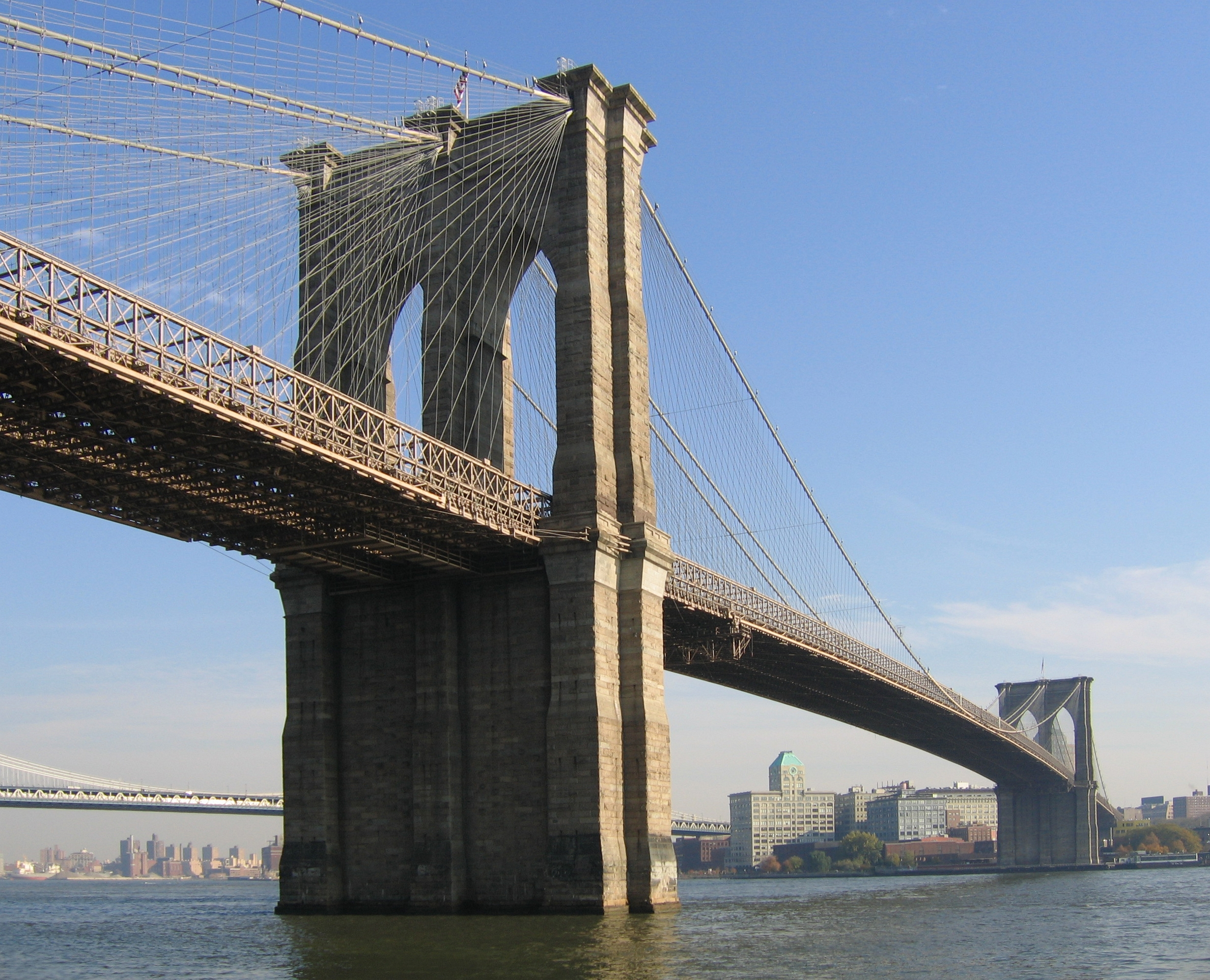
جسر بروكلين ، أحد أكثر الهياكل شهرة في نيويورك.

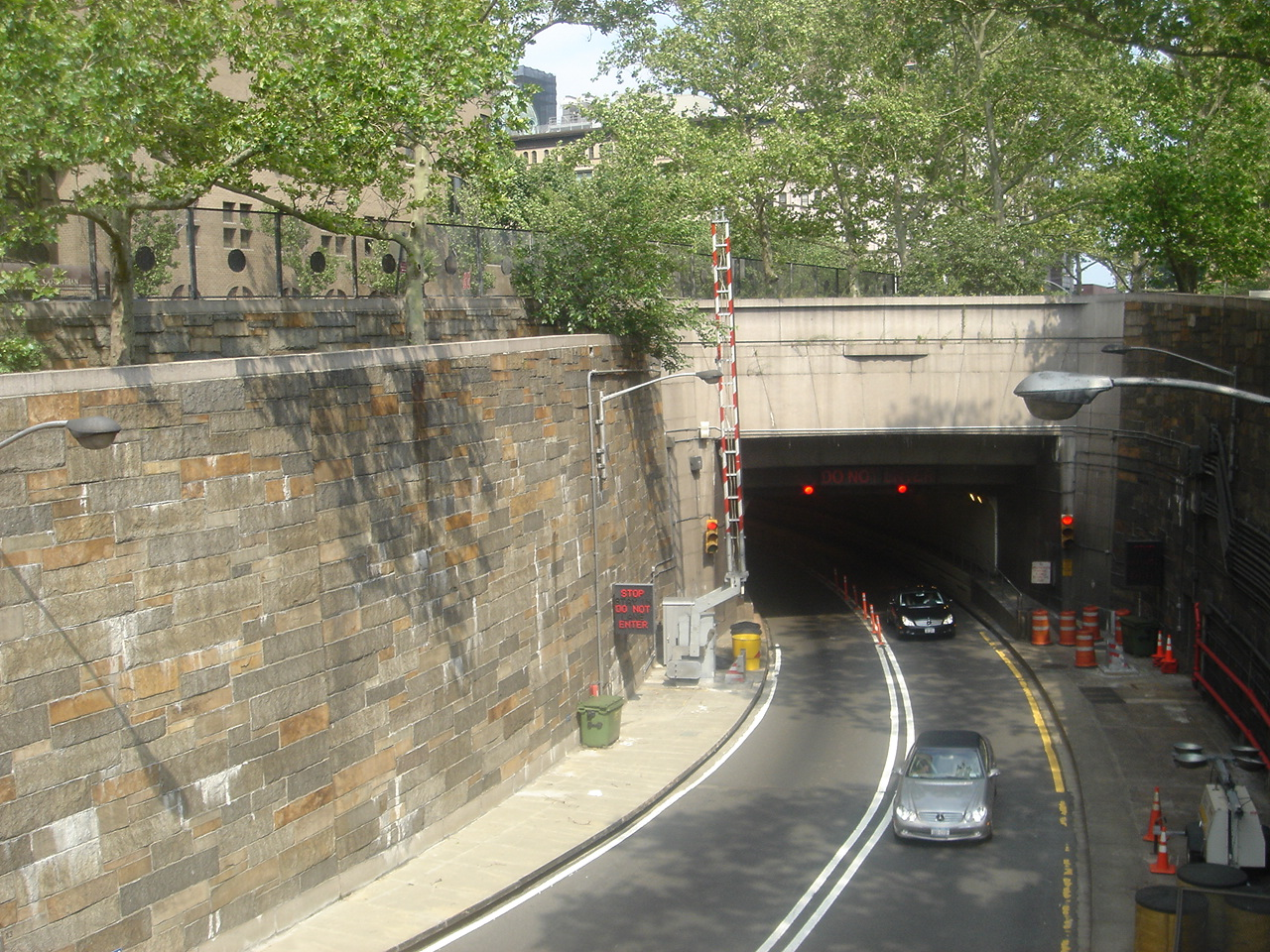
نفق Queens – Midtown هو بداية طريق Long Island Expressway.

## العبارات

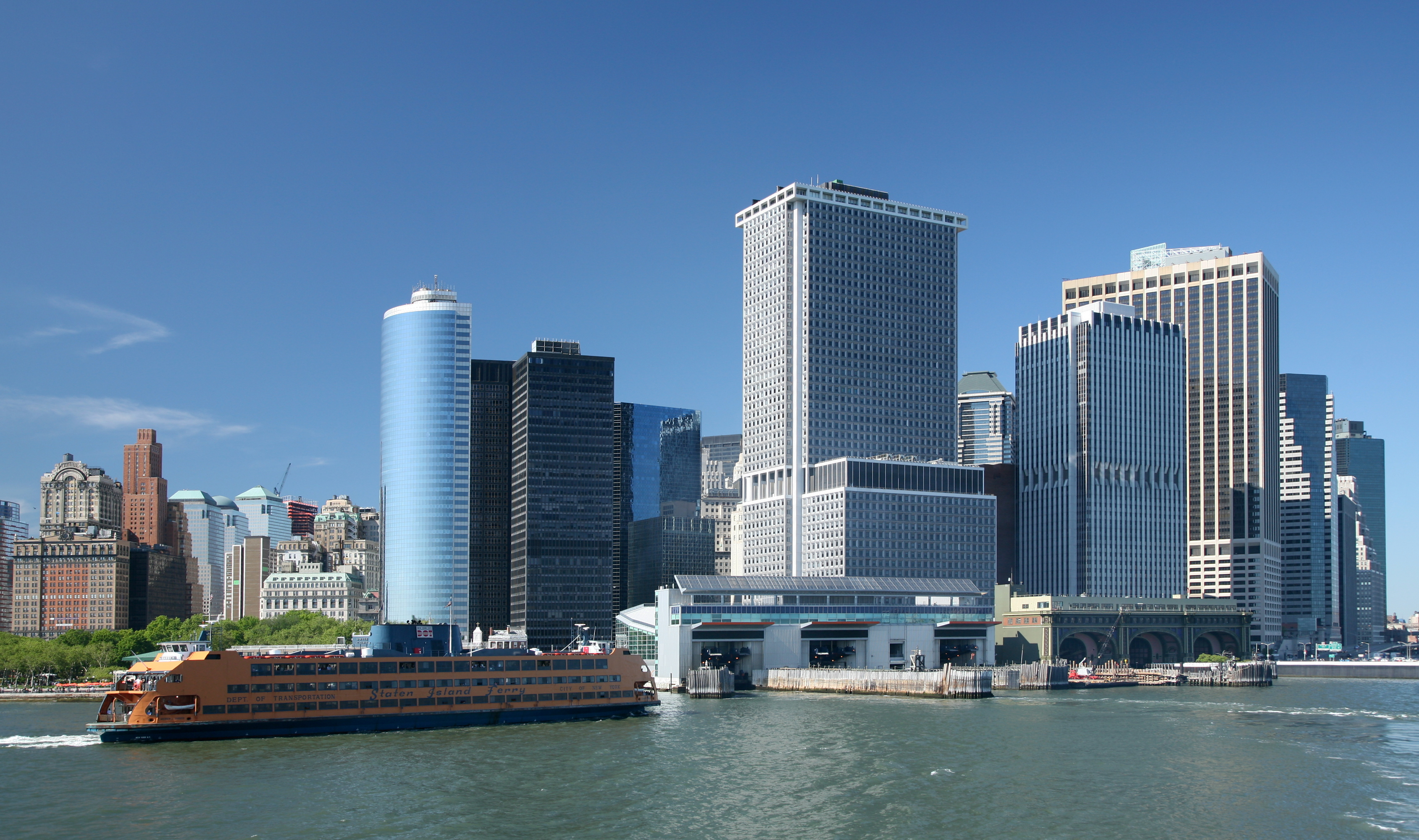
عبّارة جزيرة ستاتن في مبنى محطة ساوث فيري في مانهاتن السفلى.

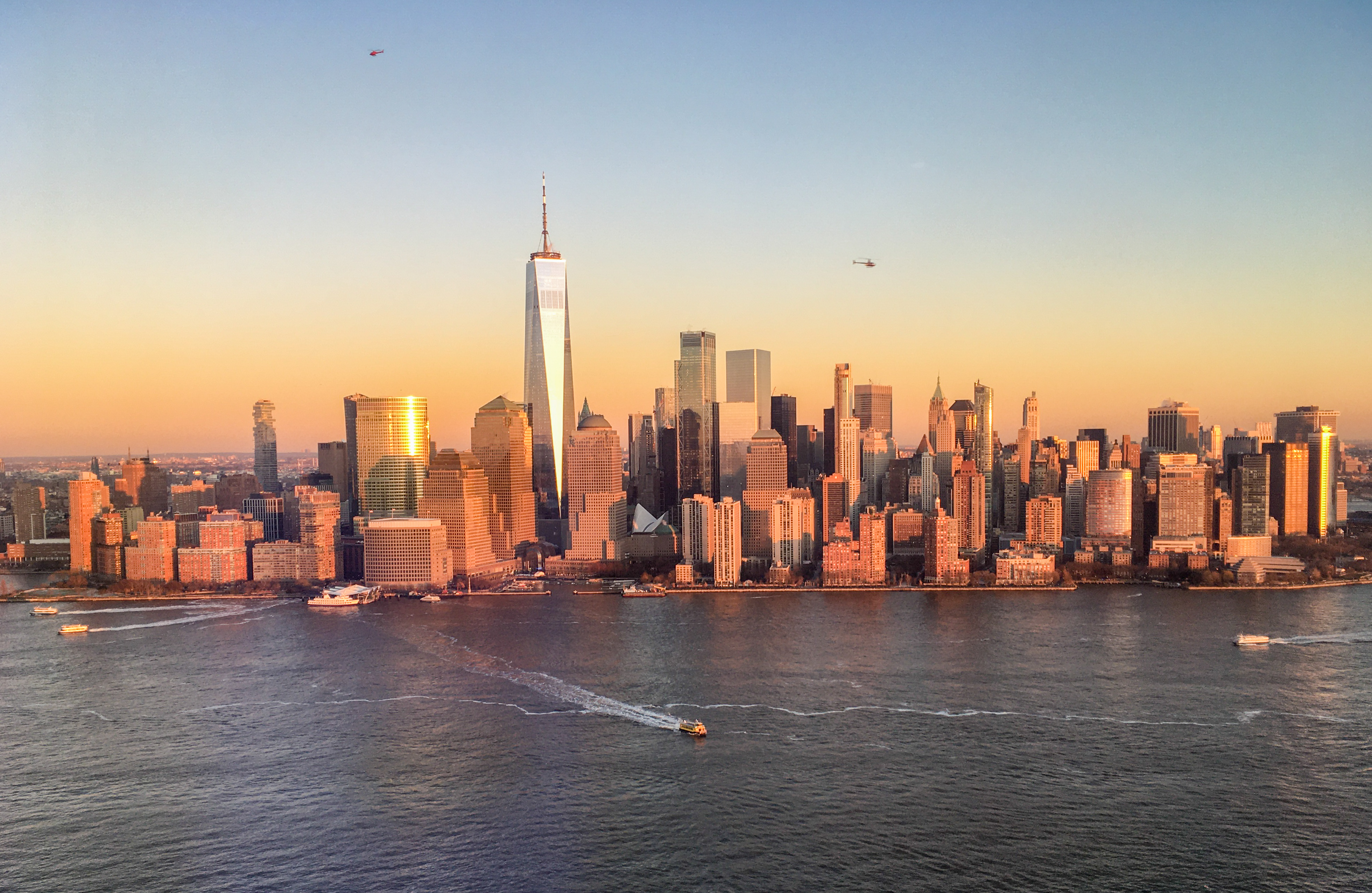
عبارات تغادر باتيري بارك سيتي وطائرات هليكوبتر تحلق فوق مانهاتن

العبارة الأكثر ازدحامًا في الولايات المتحدة هي عبارة جزيرة ستاتن ، والتي تنقل سنويًا أكثر من 19 مليون مسافر على متن 5.2 ميل (8.4 km) بين محطة سانت جورج للعبارات وساوث فيري . يتم تقديم الخدمة على مدار 24 ساعة في اليوم ، 365 يومًا في السنة ، وتستغرق حوالي 25 دقيقة في كل اتجاه. تنقل ثمانية قوارب يوميًا ما يقرب من 65000 راكب خلال 104 رحلة بالقوارب. يتم إجراء أكثر من 33000 رحلة سنويًا. ظلت العبارة مجانية منذ عام 1997. لم يُسمح بالمركبات على العبارة منذ هجمات 11 سبتمبر 2001 الإرهابية ، على الرغم من السماح بالدراجات في المستوى الأدنى دون تكلفة. تعتبر ركوب العبارة وجهة مفضلة للسياح حيث توفر مناظر ممتازة لأفق مدينة مانهاتن السفلى وتمثال الحرية .

### سيارات الأجرة

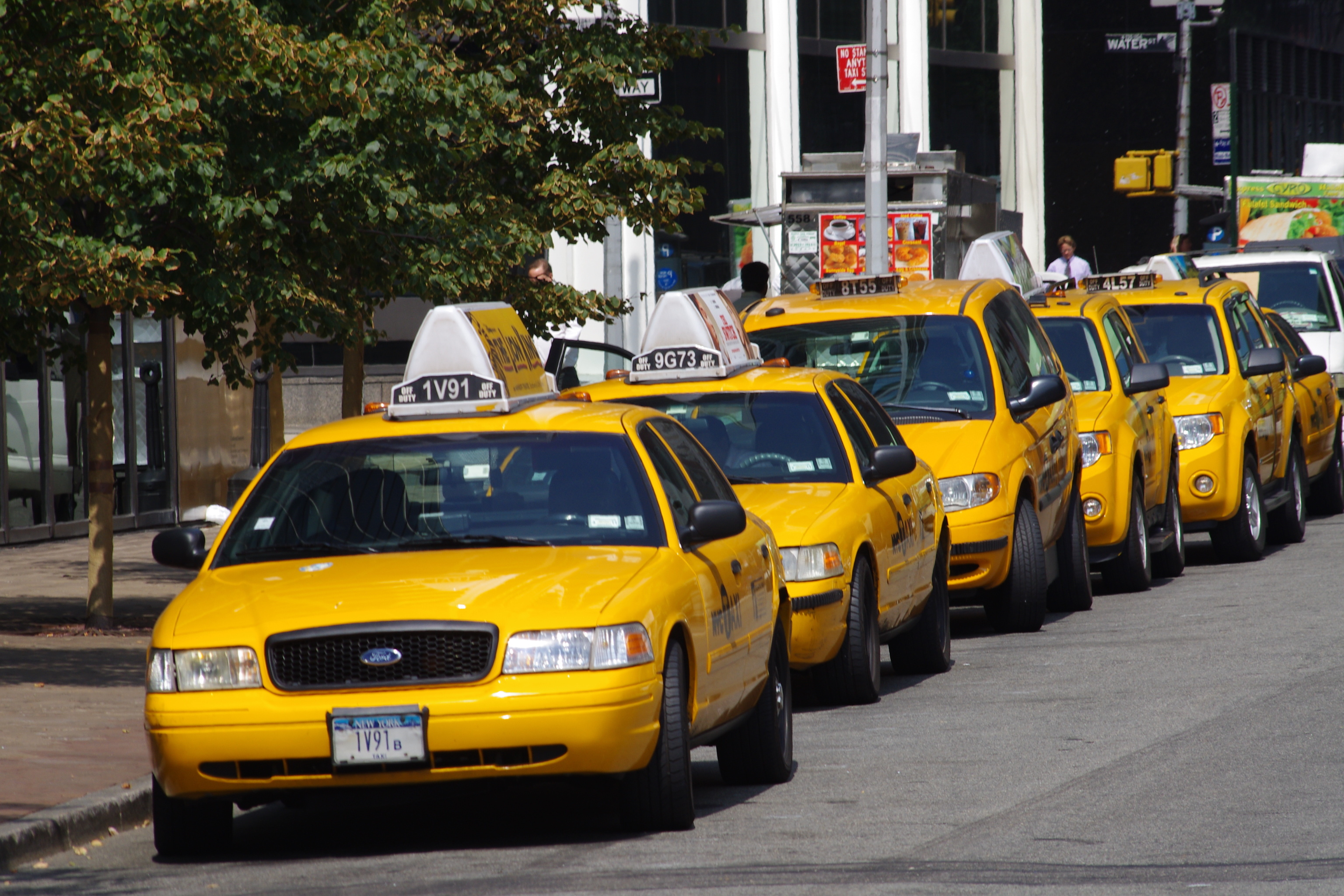
سيارات الأجرة الصفراء في مانهاتن السفلى

هناك 13237 سيارة أجرة تعمل في مدينة نيويورك ، ولا تشمل أكثر من 40 ألف سيارة أخرى للإيجار. لقد جعلهم طلاءهم الأصفر المميز أيقونات نيويورك.

## الترام الجوي

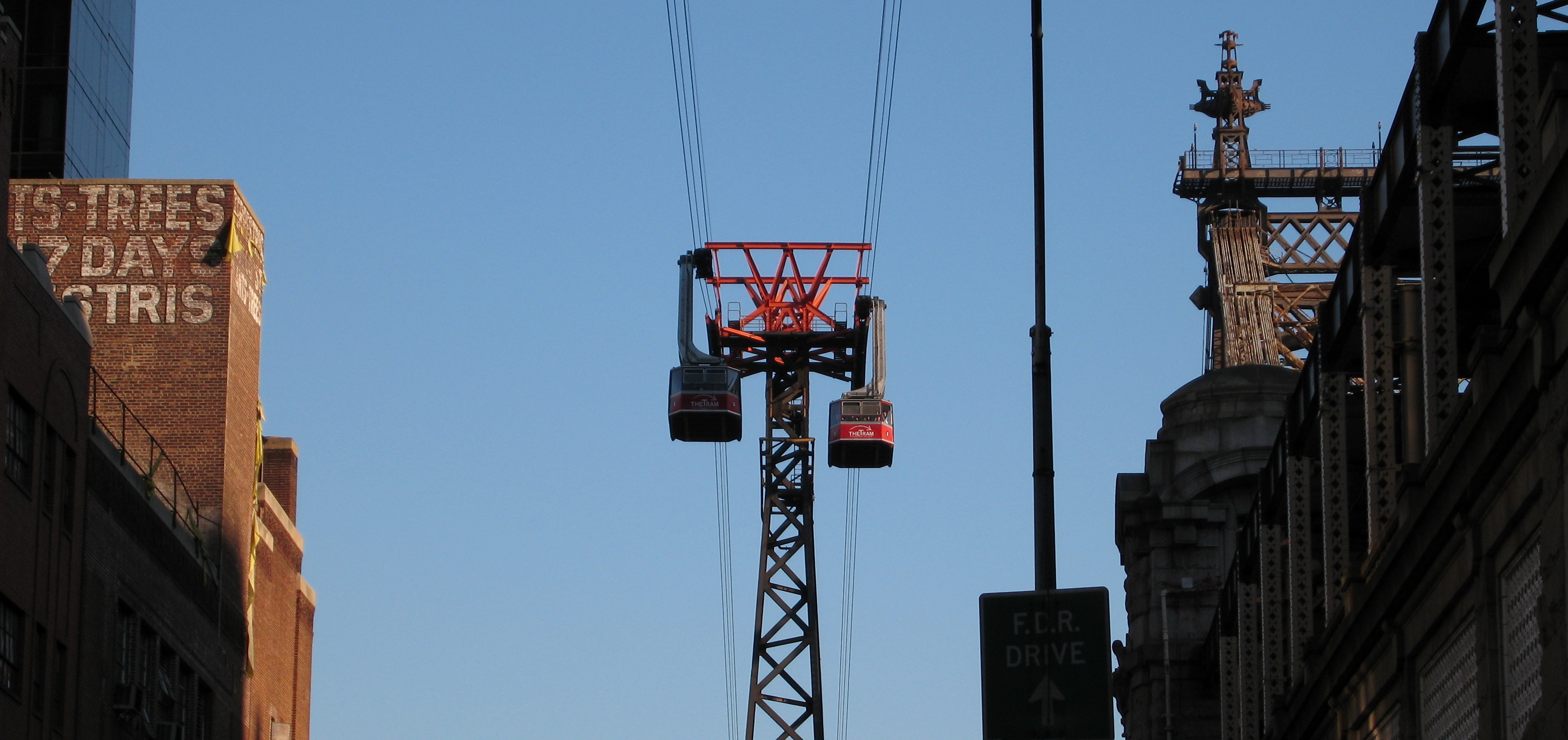
خط ترام جزيرة روزفلت فوق النهر الشرقي.

## المطارات

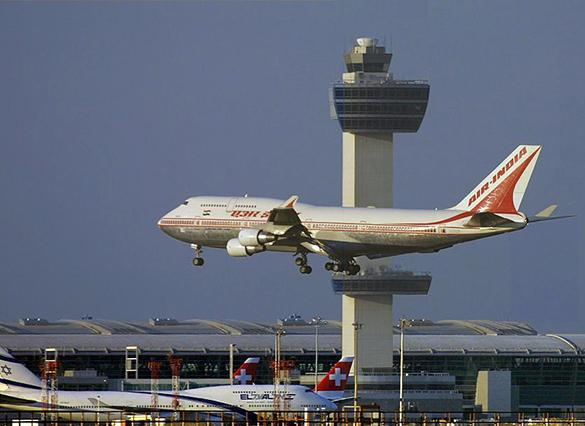
تصل طائرة تابعة لشركة طيران الهند من طراز بوينج 747-400 إلى مطار جون إف كينيدي ، طائرات شركة العال إسرائيل و السويسرية الدولية في مبنى الركاب 4. مطار جون كنيدي هو أكبر نقطة دخول للوافدين الدوليين إلى الولايات المتحدة والأمريكتين.

مدينة نيويورك هي بوابة الركاب الجوية الدولية الأولى إلى الولايات المتحدة. نيويورك هي البوابة الجوية الأكثر ازدحامًا في البلاد. في عام 2011 ، استخدم أكثر من 104 مليون مسافر المطارات الرئيسية التي تخدم المدينة ، جون إف كينيدي الدولي (المعروف أيضًا باسم JFK) ونيوارك ليبرتي الدولية ولاغوارديا . يخدم Teterboro كمطار طيران عام أساسي. يتصل كل من مطار جون كنيدي ونيوارك بأنظمة السكك الحديدية الإقليمية عن طريق خدمة السكك الحديدية الخفيفة.

## روابط خارجية
- موقع MTA الرسمي
- الموقع الرسمي PANYNJ
- مدينة نيويورك خريطة العبور
- جمعية الخطة الإقليمية
- مجلس النقل المتروبوليتان في نيويورك ، وهو اتحاد للوكالات الحضرية والضواحي